# Андрєєв Ігор Валерійович
Ігор Валерійович Андрєєв (нар. 14 липня 1983 року в Москві, СРСР) — російський тенісист, заслужений майстер спорту Росії.
- Володар Кубка Девіса 2006 року в складі збірної Росії.
- Переможець 4 турнірів ATP (3 - в одиночному і 1 - в парному розряді).
- Чвертьфіналіст Відкритого чемпіонату Франції в 2007 році.

## Загальна інформація
У теніс почав грати в сім років в спортивному центрі Спартак.  Отець Валерій - бізнесмен. Мати Марина - домогосподарка. Є молодший брат Микита, який також грає в теніс.
Потрапив в теніс випадково, батьки його віддали в теніс, тому що влітку, коли вони вирішили віддати його в спорт брали тільки в тенісну секцію. За порадою мами Марата і Дінари Сафіної Раузи Ісланової у віці 15 років переїхав до Валенсії, де він продовжив тренування.
Ігор розмовляє на трьох мовах (російська, англійська, іспанська). Захоплюється хокеєм і вболіває за команду Динамо Москва. Улюблений гравець в юності Андре Агассі.
Зустрічався з тенісисткою Марією Кириленко , з якою також виступав в міксті.
У 2007 році отримав нагороду ATP повернення року.

### Інвентар
Одяг - Sergio Tacchini. Взуття - Babolat All-Court III. Ракетка - Babolat Aero Pro Drive GT.

## Спортивна кар'єра

### Початок кар'єри
Андрєєв почав професійну кар'єру в 2002 році. Влітку того року він виграв три турніри з серії «ф'ючерс». У квітні 2003 року виграє ще один. Влітку 2003 року виходить у фінал на двох турнірах серії «челленджер» в Гельсінкі і Тампере.
У вересні Андрєєв дебютував в ATP-турі в Бухаресті. У першому раунді він здобув перемогу над першим сіяним росіянином Миколою Давиденком 7-5, 6-7 (1), 6-0, проте вже в наступному раунді програв Хосе Акасусо . У цьому ж місяці зіграв на турнірі в Палермо і на Кубку Кремля . У Москві Ігор переміг першого сіяного Шенга Схалкена 6-3, 6-1, Івана Любичича 6-4, 7-6 (7) і вперше досяг стадії чвертьфіналу, де програв Полю-Анрі Матьє 6-2, 3-6, 5 7. Це дозволило Ігорю вперше в рейтингу увійти в першу сотню. У жовтні 2003 року на турнірі в Санкт-Петербурзі росіянин здобув перемогу четвертим сіяним білорусом Максимом Мирний 6-4, 7-6 (1). У другому колі Андрєєв програв Саргіс Саргсяну 3-6, 2-6.
Сезон 2004 року розпочинає з виходу в чвертьфінал на турнірі в Ченнаї . Першим для Андрєєва турніром Великого шолома став Відкритий чемпіонат Австралії в 2004 році, де в першому раунді він поступився Олів'є Патьянсу 6-4, 6-4, 6-7 (4), 1-6, 2-6. У лютому вперше отримав запрошення зіграти за збірну Росії в першому раунді Кубка Девіса 2004 року проти збірної Білорусі .
Аж до Відкритого чемпіонату Франції Андрєєв не проходив перших раундів на змаганнях ATP-туру. Але на дебютному для себе Відкритому чемпіонаті Франції проте йому вдалося виступити добре і дійти до четвертого раунду. У матчі другого раунду він переграв минулорічного чемпіона та № 4 в світовому рейтингу Хуана Карлоса Ферреро 6-4, 6-2, 6-3. Поступився він тільки майбутньому чемпіону цього турніру Гастону Гаудіо 4-6, 5-7, 3-6. На трав'яному турнірі в Лондоні в матчі другого раунду він переграв кумира свого дитинства Андре Агассі 4-6, 7-6 (2), 7-6 (3) і в підсумку дійшов до чвертьфіналу. Вімблдонський турнір склався для росіянина не дуже вдало, він поступився вже у другому колі чилійцеві Фернандо Гонсалесу 5-7, 3-6, 7-5, 7-6 (4), 3-6.
У липні 2004 року Андрєєв вперше зіграв у фіналі турніру ATP в Гштаді . На шляху до фіналу росіянин обіграв Андреаса Сеппі, Альберта Косту, Рубена Раміреса Ідальго і Райнера Шуттлера . У фіналі він зустрівся № 1 у світовому рейтингу Роджером Федерером і програв йому 2-6, 3-6, 7-5, 3-6. На турнірі в Амерсфорте він вийшов в чвертьфінал. У серпні виступив на перших для себе Літніх Олімпійських іграх в Афінах . В одиночному розряді він вийшов до третього раунду, де програв майбутньому чемпіону чилійцеві Ніколасу Массу 3-6, 7-6 (4), 4-6. У парному розряді, виступаючи з Миколою Давиденком, вибуває у другому раунді. На дебютному Відкритому чемпіонаті США вибуває у першому раунді, поступившись Фернандо Вердаско 3-6, 4-6, 6-4, 6-2, 5-7.
У вересні в Бухаресті Ігор Андрєєв виходить у другий фінал у сезоні. У вирішальному матчі він поступився Хосе Акасусо 3-6, 0-6. У парі з Миколою Давиденком вигравав Кубок Кремля в жовтні 2004 року. У 2004 році Ігор Андрєєв вперше в своїй кар'єрі увійшов до списку 50 кращих гравців світу. За підсумками року Ігор виграв 28 матчів.

### 2005-06
Початок сезону 2005 року у Андрєєва склався не найкращим чином. Кращим результатом став вихід до третього раунду турніру серії Мастерс в Маямі . Перейшовши в квітні на ґрунт Андрєєв відразу ж зумів домогтися успіху. Свій перший титул в одиночному розряді він завоював, вигравши турнір в Валенсії . У фіналі росіянину протистояв господар змагань Давид Феррер 6-3, 5-7, 6-3, а в чвертьфіналі Андрєєву вдалося узяти гору над четвертою ракеткою світу Рафаелем Надалем . Після цієї поразки Надаль розпочав серію безпрограшних матчів на ґрунті, яка тривала більше двох років і була перервана тільки Роджером Федерером у травні 2007 року.
Незважаючи на цю перемогу, подальші результати Андрєєва в ґрунтовій частині сезону були не дуже позитивними. Лише на Відкритому чемпіонаті Франції йому вдалося здобути дві перемоги поспіль і вийти до третього раунду. Такого ж результату він досяг на Вімблдонському турнірі, де поступився тільки № 4 Енді Роддіку. Нарешті вийти в чвертьфінал йому вдається в серпні на турнірі в Сопоті. Того ж результату він досягає в Нью-Хейвені. Успішно йому вдалося виступити в восени 2005 року. Спочатку він виходить у фінал турніру в Бухаресті. У чвертьфіналі того турніру він обіграв гравця першої десятки Маріано Пуерта 4-6, 6-1, 6-1, а в титульному матчі програв Флорану Серра 3-6, 4-6. Через два тижні йому вдається реабілітуватися і виграти титул ATP. Сталося це на турнірі в Палермо. У фіналі Андрєєв виграв у Філіппо Воландрі, програвши перший сет у суху 0-6 і виграв наступні 6-1, 6-3. У жовтні на Кубку Кремля Андрєєв завоював свій третій і як виявилося останній титул на турнірах ATP-туру. Його суперником по фіналу став Ніколас Кіфер і Андрєєв обіграв німця 5-7, 7-6 (3), 6-2. Сезон він завершує на 26-му місці.
У січні 2006 року Ігор вийшов у фінал турніру в Сіднеї. У вирішальному матчі він програв Джеймсу Блейку 2-6, 6-3, 6-7 (3). На Відкритому чемпіонаті Австралії він виходить до третього раунду, де програє Домініку Хрбати. У березні на турнірі Мастерс в Індіан-Уеллсі в матчі третього раунду обіграв № 3 Енді Роддіка 6-4, 6-7 (5), 6-1 і вийшов у чвертьфінал. Там він програв Джеймсу Блейку 1-6, 4-6. У квітні був змушений припинити виступи через травму коліна. Повернуться в тур вийшло тільки в самому кінці жовтня. Через настільки тривалої паузи в рейтингу Андрєєв опустився на 91-е місце за підсумком сезону.

### 2007-08

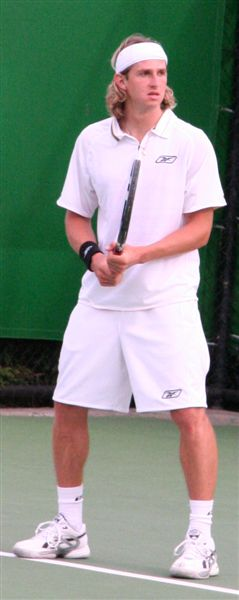
Андрєєв на Відкритому чемпіонаті Австралії 2007

На початку 2007 року Андрєєв в рейтингу покинув першу сотню. В кінці січня вийшов в чвертьфінал на турнірі в Вінья-дель-Мар . По ходу першої частини сезону Андрєєв опускався в рейтингу навіть в третю сотню. На Відкритому чемпіонаті Франції в матчі першого раунду він переграв № 3 Енді Роддіка 3-6, 6-4, 6-3, 6-4. Потім їм були обіграні Ніколас Массу, Поля-Анрі Матьє і Маркоса Багдатіса. В результаті Андрєєв вперше вийшов в чвертьфінал турніру серії Великого шолома. У боротьбі за вихід в півфінал він поступився № 6 Новаку Джоковичу 3-6, 3-6, 3-6. У липні на турнірі в Гштаді виграв № 7 в світі Рішара Гаске і вийшов до півфіналу. На турнірах в Амерсфорте, Сопоті, Нью-Хейвені, Меці та Москві дійшов до чвертьфіналу. Зайнявши за підсумком сезону 2007 року 33-тє місце в рейтингу він отримав нагороду ATP Повернення року.
На Відкритому чемпіонаті Австралії 2008 року результат Андрєєва третій раунд. У лютому він виходить до чвертьфіналу на турнірі в Буенос-Айресі . У березні на турнірі в Дубаї Виграв у № 8 Рішара Гаске 6-3, 6-4 і Поалей в чвертьфінал, де програв Новаку Джоковичу 2-6, 1-6. У березні також до чвертьфіналу йому вдається дійти на Мастерсі в Маямі. На грунтовому Мастерсі в Монте-Карло йому також вдалося вийти до чвертьфіналу. У травні в складі команди Росії виходить у фінал Командного кубка світу. У липні зіграв у фінал в Гштаді, де поступається румунові Віктору Ханеску 3-6, 4-6. Потім йому вдається вийти в другий фінал поспіль. Сталося це на турнірі в Умазі, де у вирішальній зустрічі він поступається Фернандо Вердаско 6-3, 4-6, 6-7 (4). У серпні бере участь у других в своїй кар'єрі Олімпійських іграх в Пекіні . В одиночному турнірі вибув на стадії третього раунду, поступившись майбутньому чемпіонові Рафаелю Надалю 4-6, 2-6. У парному розряді разом з Миколою Давиденком дійшов до чвертьфіналу.
Після Олімпіади вийшов в чвертьфінал в Нью-Хейвені. На Відкритому чемпіонаті США зміг вийти в четвертий раунд, обігравши Марка Жікель, Жеремі Шарді і Фернандо Вердаско. Програв на турнірі він в боротьбі його переможцю Роджеру Федереру 7-6 (5), 6-7 (5), 3-6, 6-3, 3-6. У жовтні вийшов в чвертьфінал турніру в Базелі . Стабільна гра по ходу сезону допомагає Андрєєву досягти вищої в кар'єрі рядки в рейтингу - 18-го місця (3 листопада 2008). За підсумками сезону він зайняв 19-у позицію.

### 2009-10

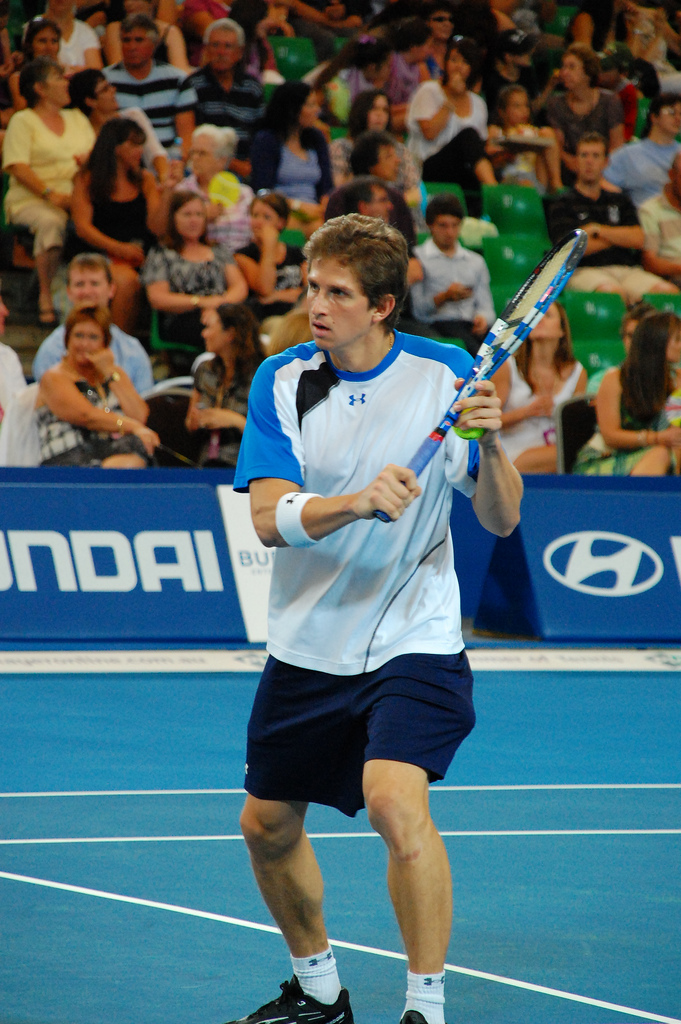
Андрєєв на Кубку Хопмана 2010

На Відкритому чемпіонаті Австралії 2009 року доходи до третього раунду. У лютому вийшов в чвертьфінал в Дубаї. У квітні Андрєєв вийшов до півфіналу на турнірі в Касабланці . На Відкритому чемпіонаті Франції доходить до третього раунду, де програє № 5 Хуану Мартіну дель Потро . На Вімблдонському турнірі він вперше виходить в четвертий раунд. У липні на турнірі в Гштаді зміг дійти до півфіналу. Такого ж результату в кінці серпня він домігся на турнірі в Нью-Хейвені. На Відкритому чемпіонаті США несподівано вибув вже в першому раунді, поступившись гравцеві з третьої сотні Джессі Уіттену 4-6, 0-6, 2-6. Подальшу кінцівку сезону провів жахливо здобувши лише одну перемогу, а програвши 6 зустрічей.
На Відкритому чемпіонаті Австралії 2010 року жереб вже в першому раунді звів Андрєєва з Роджером Федерером, якому росіянин поступився, зумівши виграти один сет 6-4, 2-6, 6-7 (2), 0-6. У лютому він виходить в півфінал в Коста-де-СУІП і чвертьфінал в Буенос-Айресі. Наступний раз в чвертьфінал потрапляє в травні на турнірі в Белграді . Відкритий чемпіонат Франції йому довелося пропустити. Повернення в тур довелося на Вімблдонський турнір, де він програв в першому раунді німцеві Даніелю Брандсом. У липні вийшов в чвертьфінал в Гштаді. На Відкритому чемпіонаті США програв у другому раунді Гаелю Монфісу 3-6, 4-6, 3-6. До цього моменту Андрєєв в рейтингу вилетів з першої сотні. У вересні виступав паралельно на «Челленджер» і в Щеціні зміг дійти до фіналу. Пробившись через кваліфікацію на турнір в Куала-Лумпурі, зміг вийти в півфінал. У другому раунді він обіграв № 6 Миколи Давиденка 7-6 (5), 5-7, 6-3. Цей виступ дозволило йому повернутися в першу сотню.

### 2011-13

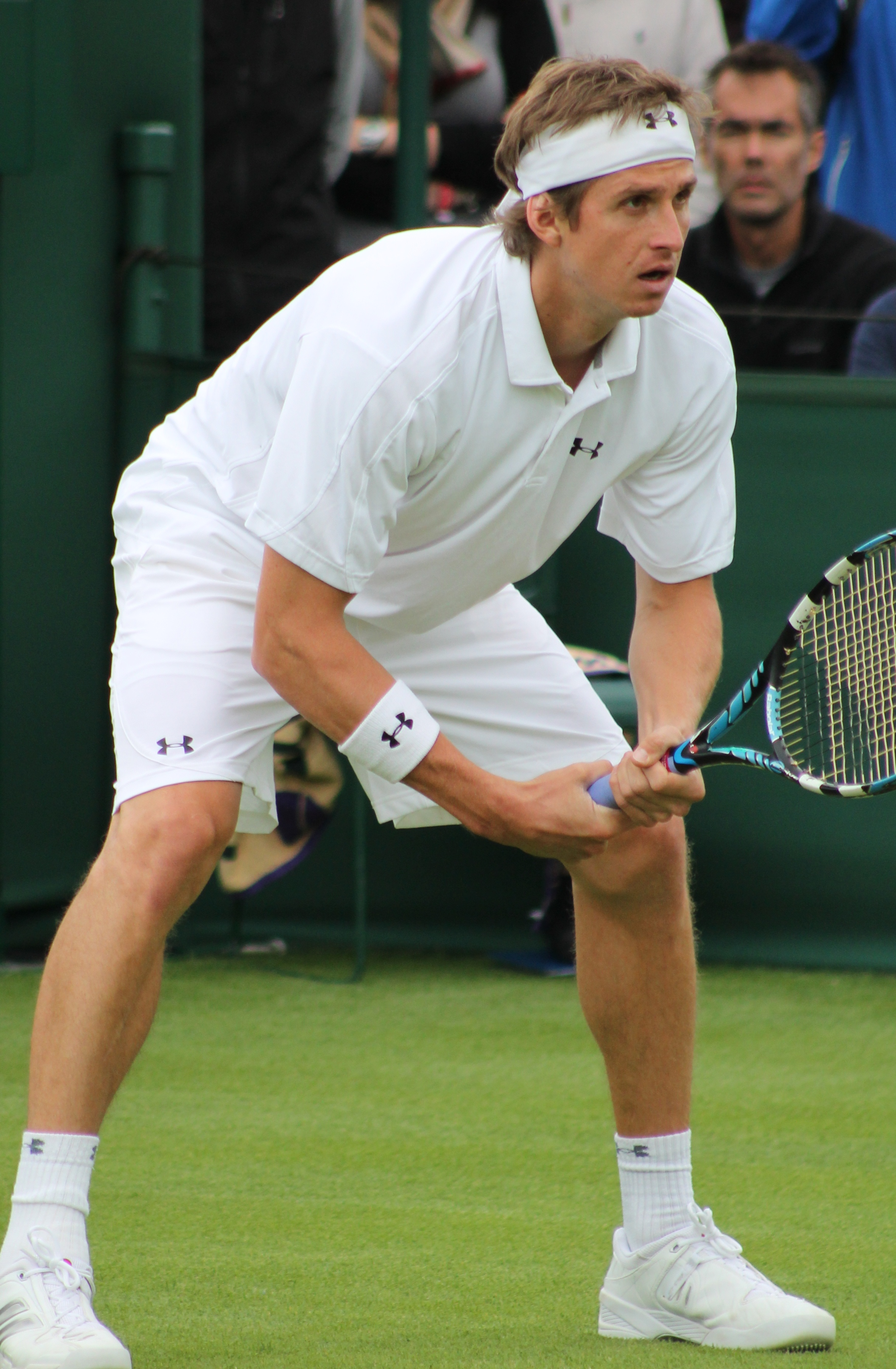
Андрєєв в останній в кар'єрі грі на Вімблдонський турнір 2013

На Відкритому чемпіонаті Австралії програє у другому раунді № 14 Ніколасу Альмагро в матчі, який тривав майже 4 години 5-7, 6-2, 6-4, 6-7 (10), 5-7. Такий же результат у нього і на Відкритому чемпіонаті Франції і на Вімблдонському турнірі. За весь сезон найкращим для нього результатом став вихід до третього раунду в Вінстон-Сейлемі. 2011 рік Ігор закінчив за межами першої сотні світового рейтингу вперше за 9 сезонів.
2012 рік починає з виступу на турнірі в Брисбені куди він відібрали через кваліфікацію і в підсумку зупинився у другому раунді. Практично на всі турніри йому доводиться через низький рейтинг пробиватися через кваліфікаційний відбір. На Відкритий чемпіонат Австралії йому пробитися не вдалося. У лютому на турнірі в Буенос-Айресі, вигравши 5 матчів поспіль (починаючи з трьох раундів кваліфікації) дійшов до чвертьфіналу. У березні, виступаючи на «Челленджера» в Далласі виходить у фінал, де програє Френку Данцевич 6-7 (4), 3-6. Це дозволило Андрєєву на час знову повернутися в Топ-100. У квітні в Касабланці зміг вийти вперше за два роки до півфіналу на турнірі ATP. На Відкритому чемпіонаті Франції поступився в першому раунді Яркко Нієміненом . На Вімблдонському турнірі програв у другому раунді, а на Відкритому чемпіонаті США знову в першому раунді.
Завершити сезон 2012 року Ігор не зміг через травму плеча. Повернення на корт відбулося в квітні 2013 року. Гра до Андрєєву так і не повернулася і він програвав на всіх турнірах в яких брав участь ще в кваліфікації. Отримавши запрошення в основну сітку турніру Уїмблдону Ігор Андрєєв зіграв в першому раунді проти Лукаша Кубота і програв 1-6, 5-7, 2-6. Уже пізніше восени 2013 року з'ясувалося, що цей матч став останнім в його професійній кар'єрі. Андрєєв зробив заяву про завершення кар'єри. 

### 2013— теп. час
Після завершення кар'єри Андрєєв почав тренерську діяльність: у 2013 році працював з Євгеном Донським, в 2017 - з Юлією Путинцевою. У 2018 році почав тренувати жіночу збірну Росії в рамках Кубка Федерацій.

## Особисте життя
Андрєєв зустрічався з російською тенісисткою, Марією Кириленко, декілька років  , вони розлучилися в 2011 році.

## Рейтинг на кінець року
| Рік  | Одиночний рейтинг | Парний рейтинг |
| 2013 | 1,006             |                |
| 2012 | 110               |                |
| 2011 | 115               | 173            |
| 2010 | 79                | 177            |
| 2009 | 35                | 241            |
| 2008 | 19                | 223            |
| 2007 | 33                | 350            |
| 2006 | 91                | 201            |
| 2005 | 26                | 67             |
| 2004 | 50                | 86             |
| 2003 | 88                | 176            |
| 2002 | 288               | 551            |
| 2001 | 989T              | 1,164T         |

## Виступи на турнірах

### Фінали турнірівATPв одиночному розряді (9)

#### Перемоги (3)
| №  | Дата           | Турнір            | Покриття | Суперник в фіналі | Рахунок        |
| 1. | 10 квітня 2005 | Валенсія, Іспанія | Ґрунт    | Давид Феррер      | 6-3 5-7 6-3    |
| 2. | 2 жовтня 2005  | Палермо, Італія   | Ґрунт    | Філіппо Воландрі  | 0-6 6-1 6-3    |
| 3. | 16 жовтня 2005 | Москва, Росія     | Килим(i) | Ніколас Кіфер     | 5-7 7-6(3) 6-2 |

#### Поразки (6)
| №  | Дата            | Турнір                | Покриття | Суперник в фіналі | Рахунок         |
| 1. | 11 липня 2004   | Гштад, Швейцарія      | Ґрунт    | Роджер Федерер    | 2-6 3-6 7-5 3-6 |
| 2. | 19 вересня 2004 | Бухарест, Румунія     | Ґрунт    | Хосе Акасусо      | 3-6 0-6         |
| 3. | 18 вересня 2005 | Бухарест, Румунія (2) | Ґрунт    | Флоран Серра      | 3-6 4-6         |
| 4. | 14 січня 2006   | Сідней, Австралія     | Хард     | Джеймс Блейк      | 2-6 6-3 6-7(3)  |
| 5. | 13 липня 2008   | Гштад, Швейцарія (2)  | Ґрунт    | Віктор Ханеску    | 3-6 4-6         |
| 6. | 20 липня 2008   | Умаг, Хорватія        | Ґрунт    | Фернандо Вердаско | 6-3 4-6 6-7(4)  |

### Фінали челленджерів і фьючерсів в одиночному розряді (15)

#### Перемоги (5)
| Умовні позначення |
| Челленджери (0+3) |
| Фьючерси (5+5)    |

| Титули за покриттям | Титули за місцем проведення матчів турніру |
| ------------------- | ------------------------------------------ |
| Хард (0+2)          | Зал (0+1)                                  |
| Ґрунт (5+6)         | Зал (0+1)                                  |
| Трава (0)           | Відкрите повітря (5+1)                     |
| Килим (0)           | Відкрите повітря (5+1)                     |

| №  | Дата           | Турнір              | Покриття | Суперник в фіналі | Рахунок     |
| 1. | 19 мая 2002    | Вік, Іспанія        | Ґрунт    | Серхи Арумі-Ромеу | 3-6 6-3 6-1 |
| 2. | 22 липня 2002  | Вірумякі, Фінляндія | Ґрунт    | Робін Содерлінг   | 6-4 7-6(4)  |
| 3. | 7 липня 2002   | Бухарест, Румунія   | Ґрунт    | Габріель Морару   | 6-4 1-6 6-1 |
| 4. | 18 серпня 2002 | Балашиха, Росія     | Ґрунт    | Михайло Єлгін     | 4-6 6-3 6-3 |
| 5. | 4 травня 2003  | Мішкольц, Угорщина  | Ґрунт    | Борис Пашански    | 3-6 6-3 6-4 |

#### Поразки (10)
| №   | Дата            | Турнір                | Покриття | Суперник в фіналі      | Рахунок     |
| 1.  | 26 травня 2002  | Вік, Іспанія          | Ґрунт    | Роберто Менендес Ферре | 3-6 4-6     |
| 2.  | 2 червня 2002   | Вік, Іспанія          | Ґрунт    | Хуліан Алонсо          | 4-6 3-6     |
| 3.  | 6 квітня 2003   | Рим, Італія           | Ґрунт    | Томас Тенконі          | 0-6 6-2 0-6 |
| 4.  | 13 квітня 2003  | Фраскаті, Італія      | Ґрунт    | Ксавьє Пужо            | 3-6 3-6     |
| 5.  | 20 квітня 2003  | Вітербо, Италия       | Ґрунт    | Стефано Пескосолідо    | 6-7(5) 3-6  |
| 6.  | 22 червня 2003  | Брауншвейг, Німеччина | Ґрунт    | Вернер Ешауер          | 1-6 6-7(2)  |
| 7.  | 20 липня 2003   | Гельсінки, Фінляндія  | Ґрунт(i) | Тьєррі Асьйон          | 6-2 1-6 3-6 |
| 8.  | 27 липня 2003   | Тампере, Фінляндія    | Ґрунт    | Робін Содерлінг        | 4-6 1-6     |
| 9.  | 19 вересня 2010 | Щецин, Польща         | Ґрунт    | Пабло Куевас           | 1-6 1-6     |
| 10. | 18 березня 2012 | Даллас, США           | Хард     | Френк Данцевич         | 6-7(4) 3-6  |

### Фінали турнірівATPв парному розряді (2)

#### Перемоги (1)
| №  | Дата           | Турнір        | Покриття  | Партнер          | Суперники в фіналі           | Рахунок     |
| 1. | 17 жовтня 2004 | Москва, Росія | Килим (i) | Микола Давиденко | Махеш Бхупаті Йонас Бйоркман | 3-6 6-3 6-4 |

#### Поразки (1)
| №  | Дата           | Турнір        | Покриття | Партнер          | Суперники в фіналі          | Рахунок |
| 1. | 17 жовтня 2005 | Москва, Росія | Килим(i) | Микола Давиденко | Максим Мирний Михайло Южний | 1-5 1-5 |

### Фінали челленджерів і фьючерсів в парному розряді (9)

#### Победы (8)
| №  | Дата              | Турнір                         | Покриття | Партнер             | Суперники в фіналі                         | Счёт           |
| 1. | 21 квітня 2002    | Кастельон-де-ла-Плана, Іспанія | Ґрунт    | Іван Ескердо-Андреу | Сантьяго Вентура Хуан Хінер                | Без гри        |
| 2. | 12 травня2002     | Вік, Іспанія                   | Ґрунт    | Давид Корс-Парес    | Роберто Менендес Ферре Карлос Рексач-Ітоїс | 6-7(5) 6-4 7-5 |
| 3. | 19 травня 2002    | Вік, Іспанія                   | Ґрунт    | Давид Корс-Парес    | Антоніо Балделлоу-Естева Кентаро Масуда    | Без гри        |
| 4. | 2 ичервня 2002    | Вік, Іспанія                   | Ґрунт    | Давид Корс-Парес    | Брендон Крамер Жан-Батист Пу-Гатьє         | 6-1 6-4        |
| 5. | 20 квітня 2003    | Вітербо, Італія                | Ґрунт    | Гергей Кишдьордь    | Даниеле Джорджіні Флавіо Чіполла           | 6-2 6-2        |
| 6. | 27 липня 2003     | Тампере, Фінляндія             | Ґрунт    | Дмитро Власов       | Ігнасіо Іриойен Ніколас Тодеро             | 7-6(4) 6-1     |
| 7. | 21 березня 2004   | Бока-Ратон, США                | Хард     | Дмитро Турсунов     | Кеннет Карлсен Томас Енквіст               | 6-3 6-7(3) 7-5 |
| 8. | 13 листопада 2011 | Женева, Швейцарія              | Хард(i)  | Євген Донской       | Джеймс Серретані Аділь Шамасдін            | 7-6(1) 7-6(2)  |

#### Поразки (1)
| №  | Дата          | Турнір                | Покриття | Партнер                 | Суперники в фіналі                    | Рахунок     |
| 1. | 26 січня 2003 | Кала-Ратхада, Іспанія | Ґрунт    | Франсіско Фогес-Доменек | Артемон Апосту-Єфремов Йонуц Молдован | 6-2 4-6 5-7 |

### Фінали командних турнірів (2)

#### Поразки (2)
| №  | Рік  | Турнір                | Команда                                         | Суперник в фіналі                       | Рахунок |
| 1. | 2007 | Кубок Девіса          | І. Андрєєв, М. Давиденко, Д. Турсунов, М. Южний | Д. Блейк, Б. Браян, М. Браян, Е. Роддік | 1-4     |
| 2. | 2008 | Командний Кубок світу | І. Андреев, Д. Турсунов, М. Южний               | Р. Ліндстедт, Р. Содерлінг, Т. Юганссон | 1-2     |

## Історія виступів на турнірах
| Турніри Великого шолому |               |               |               |               |               |                         |                         |                         |                         |                         |        |         |
| Australian Open         | 1Р            | 2Р            | 3Р            | 1Р            | 3Р            | 3Р                      | 1Р                      | 2Р                      | -                       | -                       | 0 / 8  | 8-8     |
| Roland Garros           | 4Р            | 3Р            | -             | 1/4           | 2Р            | 3Р                      | -                       | 2Р                      | 1Р                      | -                       | 0 / 7  | 13-7    |
| Вімблдон                | 2Р            | 3Р            | -             | 1Р            | 2Р            | 4Р                      | 1Р                      | 2Р                      | 2Р                      | 1Р                      | 0 / 9  | 9-9     |
| US Open                 | 1Р            | 2Р            | -             | 2Р            | 4Р            | 1Р                      | 2Р                      | 1Р                      | 1Р                      | -                       | 0 / 8  | 6-8     |
| Итог                    | 0 / 4         | 0 / 4         | 0 / 1         | 0 / 4         | 0 / 4         | 0 / 4                   | 0 / 3                   | 0 / 4                   | 0 / 3                   | 0 / 1                   | 0 / 32 |         |
| В/П в сезоні            | 4-4           | 6-4           | 2-1           | 5-4           | 7-4           | 7-4                     | 1-3                     | 3-4                     | 1-3                     | 0-1                     |        | 36-32   |
| Олімпійські ігри        |               |               |               |               |               |                         |                         |                         |                         |                         |        |         |
| Олімпіада               | 3Р            | Не проводився | Не проводився | Не проводився | 3Р            | Не проводився           | Не проводився           | Не проводився           | -                       | НП                      | 0 / 2  | 4-2     |
| Турніри ATP Masters     |               |               |               |               |               |                         |                         |                         |                         |                         |        |         |
| Індіан-Веллс            | 1Р            | 1Р            | 1/4           | -             | 2Р            | 4Р                      | 2Р                      | 2Р                      | -                       | -                       | 0 / 7  | 6-7     |
| Маямі                   | 1Р            | 3Р            | 3Р            | 1Р            | 1/4           | 3Р                      | 2Р                      | 2Р                      | -                       | -                       | 0 / 8  | 9-8     |
| Монте-Карло             | 1Р            | 1Р            | 1Р            | 3Р            | 1/4           | 1Р                      | 2Р                      | -                       | -                       | -                       | 0 / 7  | 6-7     |
| Гамбург                 | -             | 1Р            | -             | 3Р            | 1Р            | Не турнір серії Masters | Не турнір серії Masters | Не турнір серії Masters | Не турнір серії Masters | Не турнір серії Masters | 0 / 3  | 2-3     |
| Мадрид                  | -             | -             | -             | 1Р            | 1Р            | -                       | 1Р                      | -                       | 2Р                      | -                       | 0 / 4  | 1-4     |
| Рим                     | 1Р            | 1Р            | -             | 2Р            | 3Р            | 1Р                      | 1Р                      | 2Р                      | -                       | -                       | 0 / 7  | 4-7     |
| Торонто / Монреаль      | 2Р            | 1Р            | -             | -             | 3Р            | 2Р                      | -                       | -                       | -                       | -                       | 0 / 4  | 4-4     |
| Цинциннаті              | -             | 1Р            | -             | -             | 3Р            | 2Р                      | -                       | -                       | -                       | -                       | 0 / 3  | 3-3     |
| Шанхай (с 2009)         | Не проводився | Не проводився | Не проводився | Не проводився | Не проводився | 1Р                      | -                       | -                       | -                       | -                       | 0 / 1  | 5-1     |
| Париж                   | -             | -             | 2Р            | -             | 2Р            | -                       | -                       | -                       | -                       | -                       | 0 / 2  | 2-2     |
| Статистика за кар'єру   |               |               |               |               |               |                         |                         |                         |                         |                         |        |         |
| Проведено фіналів       | 2             | 4             | 1             | 0             | 2             | 0                       | 0                       | 0                       | 0                       | 0                       |        | 9       |
| Виграно турнірів АТП    | 0             | 3             | 0             | 0             | 0             | 0                       | 0                       | 0                       | 0                       | 0                       |        | 3       |
| В/П: всього             | 28-28         | 38-30         | 14-13         | 36-27         | 43-32         | 28-32                   | 17-19                   | 17-28                   | 12-17                   | 0-1                     |        | 237-231 |
| Σ % перемог             | 50 %          | 56 %          | 52 %          | 57 %          | 57 %          | 47 %                    | 47 %                    | 38 %                    | 41 %                    | 0 %                     |        | 51 %    |